# Ayodele Peters
Ayodele Peters (ur. 21 maja 1957 w Lagos) – nigeryjski bokser wagi lekkopółśredniej, uczestnik Letnich Igrzysk Olimpijskich 1980. 

## Kariera amatorska
Podczas igrzysk w Moskwie, startował w tejże wadze. Odpadł już w pierwszej rundzie, po porażce z reprezentantem Iraku, Faroukiem Chanchounem. 